# Чайничское Евангелие
Чайничское Евангелие — средневековая рукописная книга XV века. Единственная рукопись еретической церковь в Боснии, хранящаяся на территории Боснии и Герцеговины. Находится в собственности Сербской православной церкви и хранится в Музее церкви Успения Пресвятой Богородицы и церкви Вознесения Христова в Чайниче.
Книга создана в начале XV века, судя по языковым особенностям, на территории Восточной Боснии. Написано на пергаменте полууставной скорописью кириллицей боснийского типа. В написании участвовали пять писцов, которые поочередно переписывали текст, пользуясь при этом тремя образцами. На некоторых страницах можно найти более поздние глаголические надписи. Иллюстрации практически полностью отсутствуют. Единственный рисунок — фигура Королевича Марко, которая не вписывается в тематику книги, — нарисована крайне неуклюже и занимает целую страницу. Пергамент местами сильно повреждён и текст на нём нечитаемый. Остальная часть рукописи находится в относительно хорошем состоянии, но при сравнении с фотографиями 1960-х годов замечено появление тёмных пятен, которые возникли в результате отдельных случаев неправильного хранения книги и, вероятно, вызваны действием паразитов.
Величина листа составляет 19,5 × 15 см, величина текста на странице 14,5 × 10—10,5 см. Количество рядов колеблется от 18 до 23 на страницу, но на большинстве страниц составляет 20—22 ряда. Повреждённая рукопись имеет 167 листов. Отсутствует начало Евангелия от Матфея до 7:2 и от 23:18 до 24:14, Евангелие от Луки от 22:62 до конца и всё Евангелие от Иоанна.